# Henry Ossawa Tanner
Henry Ossawa Tanner (Pittsburgh, 21 de junho de 1859 — Paris, 25 de maio de 1937) foi um pintor estadunidense e o primeiro pintor afro-estadunidense a obter aclamação internacional.  Tanner mudou-se para Paris, França, em 1891 para estudar, e continuou a viver lá depois de ser aceito nos círculos artísticos franceses. Sua pintura intitulada Daniel in the Lions 'Den foi aceita no Salão de 1896, a exposição oficial de arte da Académie des Beaux-Arts em Paris.
Depois de estudar arte por conta própria quando jovem, Tanner matriculou-se em 1879 na Academia de Belas Artes da Pensilvânia, na Filadélfia. Único aluno negro, tornou-se o favorito do pintor Thomas Eakins, que recentemente começara a lecionar lá. Tanner fez outras conexões entre artistas, incluindo Robert Henri. No final da década de 1890, ele foi patrocinado para uma viagem ao Mutasarrifate de Jerusalém por Rodman Wanamaker, que ficou impressionado com suas pinturas de temas bíblicos.

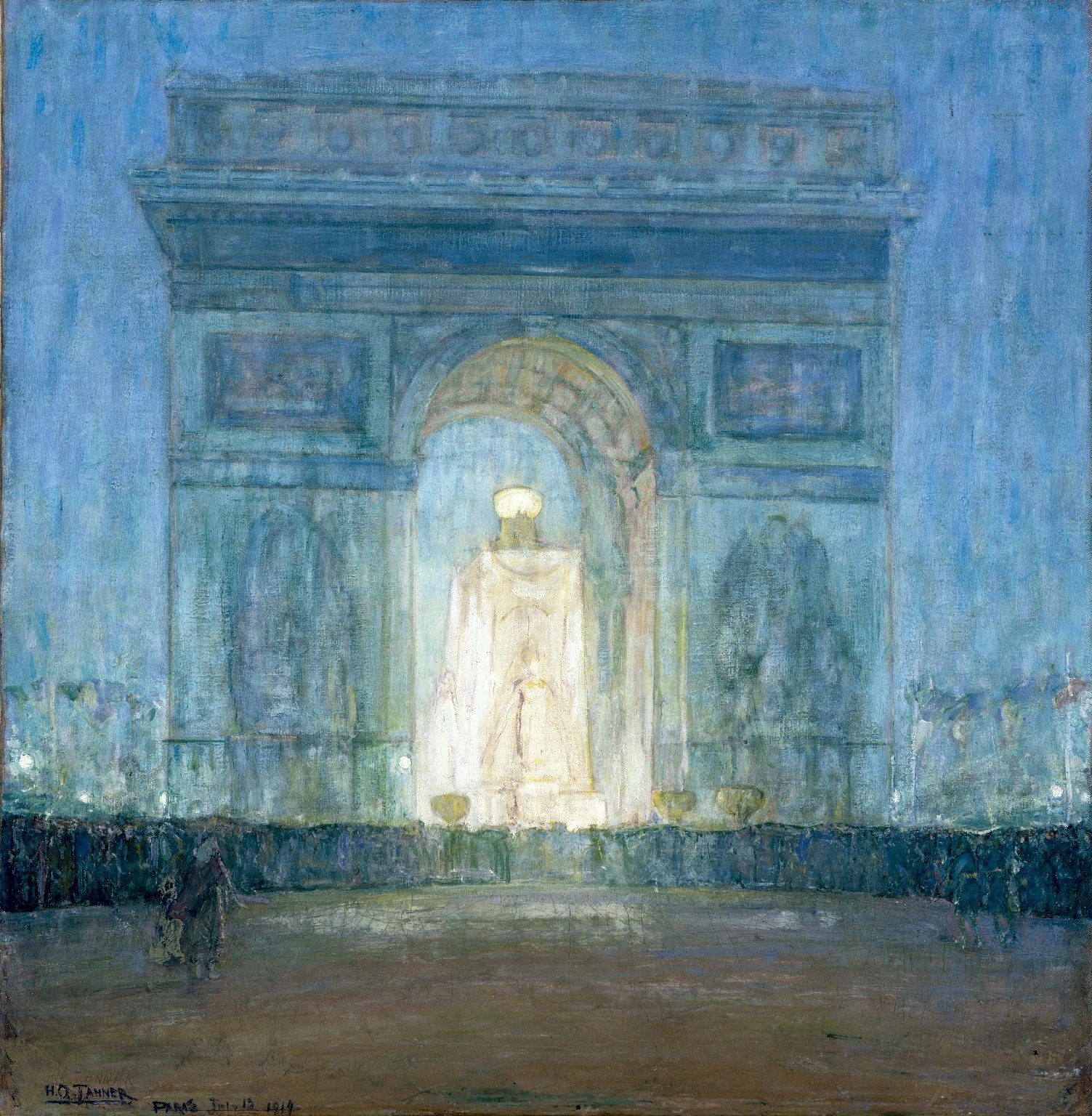
The Arch, ca. 1914, Brooklyn Museum

## Estilo de pintura

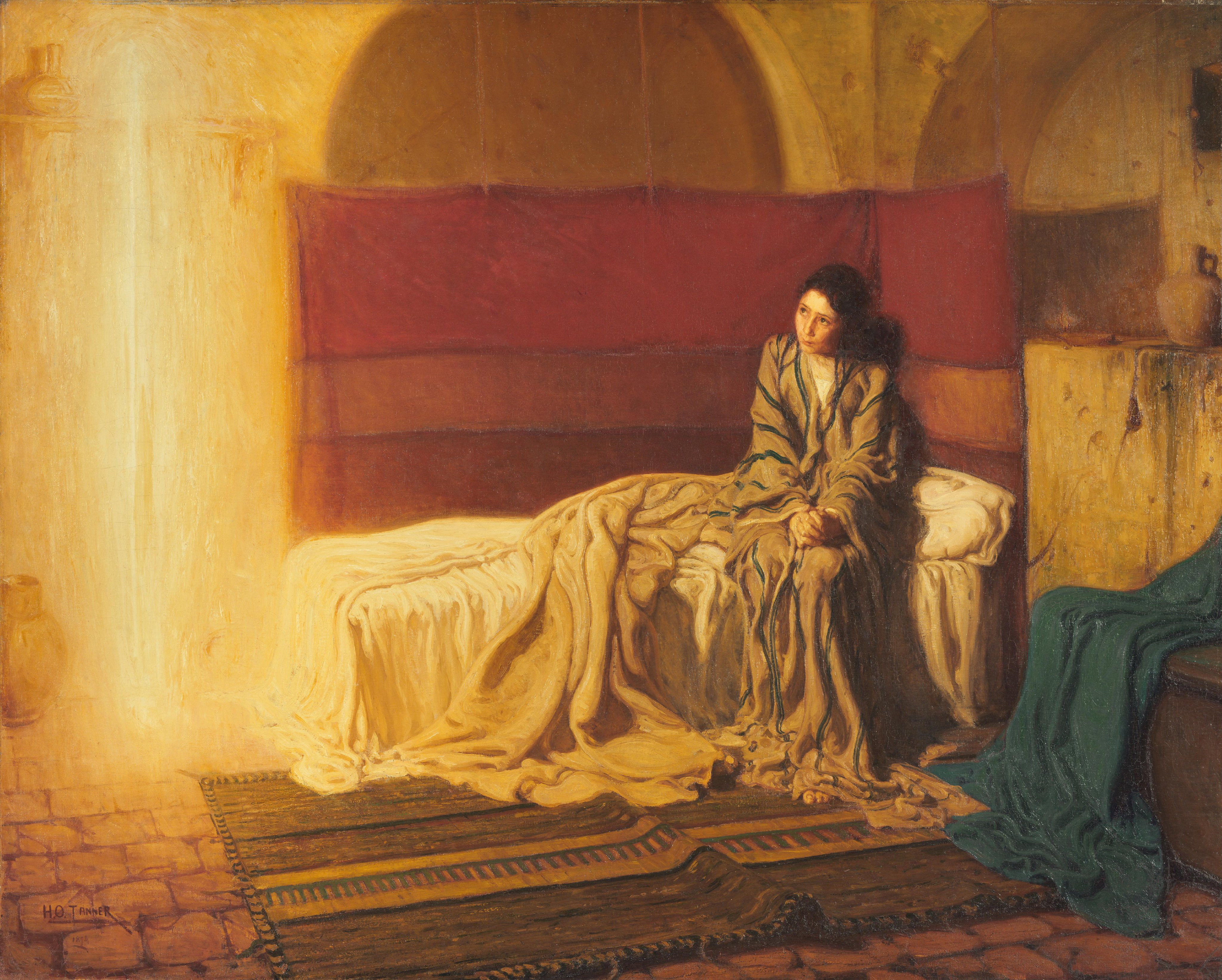
The Annunciation, 1898, Philadelphia Museum of Art

Tanner é frequentemente considerado um pintor realista, foco em representações precisas dos assuntos. Enquanto obras como The Banjo Lesson se preocupavam com a vida cotidiana de um afro-americano, Tanner mais tarde pintou temas baseados em assuntos religiosos, pelos quais agora é mais conhecido. É provável que o pai de Tanner, um ministro da Igreja Episcopal Metodista Africana, tenha sido uma influência formativa para ele.
O corpo da obra de Tanner não se limita a uma abordagem específica da pintura e do desenho. Suas obras variam da atenção meticulosa aos detalhes em algumas pinturas a pinceladas soltas e expressivas em outras. Freqüentemente, os dois métodos são empregados simultaneamente. Tanner também estava interessado nos efeitos que a cor poderia ter em uma pintura. Muitas de suas pinturas acentuam uma área específica do espectro de cores. Composições mais quentes, como A Ressurreição de Lázaro (1896) e A Anunciação (1898) expressam a intensidade e o fogo dos momentos religiosos, e a exaltação da transcendência entre o divino e a humanidade. Outras pinturas enfatizam tons frios, que se tornaram dominantes em seu trabalho a partir de meados da década de 1890. Uma paleta de índigos e turquesa - conhecida como "Tanner blues" - caracteriza obras como The Three Marys (1910), Gateway (1912) e The Arch (1919). Obras como O Bom Pastor (1903) e O Retorno das Mulheres Santas (1904) evoca um sentimento de religiosidade sombria e introspecção. Tanner costumava fazer experiências com luz em uma composição. A fonte e a intensidade da luz e da sombra em suas pinturas criam um espaço físico, quase tangível e uma atmosfera, ao mesmo tempo que adicionam emoção e humor ao ambiente. Tanner também usou a luz para adicionar um significado simbólico às suas pinturas. Em A Anunciação (1898), o arcanjo Gabriel é representado como uma coluna de luz que forma, junto com a prateleira do canto superior esquerdo, uma cruz. Essa visão da representação de Gabriel é consistente com o comentário de James Romaine de que "Por meio da linguagem visual de sua pose e expressão, Tanner atrai o observador para a vida interior de virtude, apreensão, aceitação e admiração de Mary". A aceitação de Maria inclui sua aceitação da cruz que ela terá que carregar ao consentir em ser a serva do Senhor (Lucas 1:38).

## Trabalhos selecionados
- Seascape-Jetty (c. 1876–78)

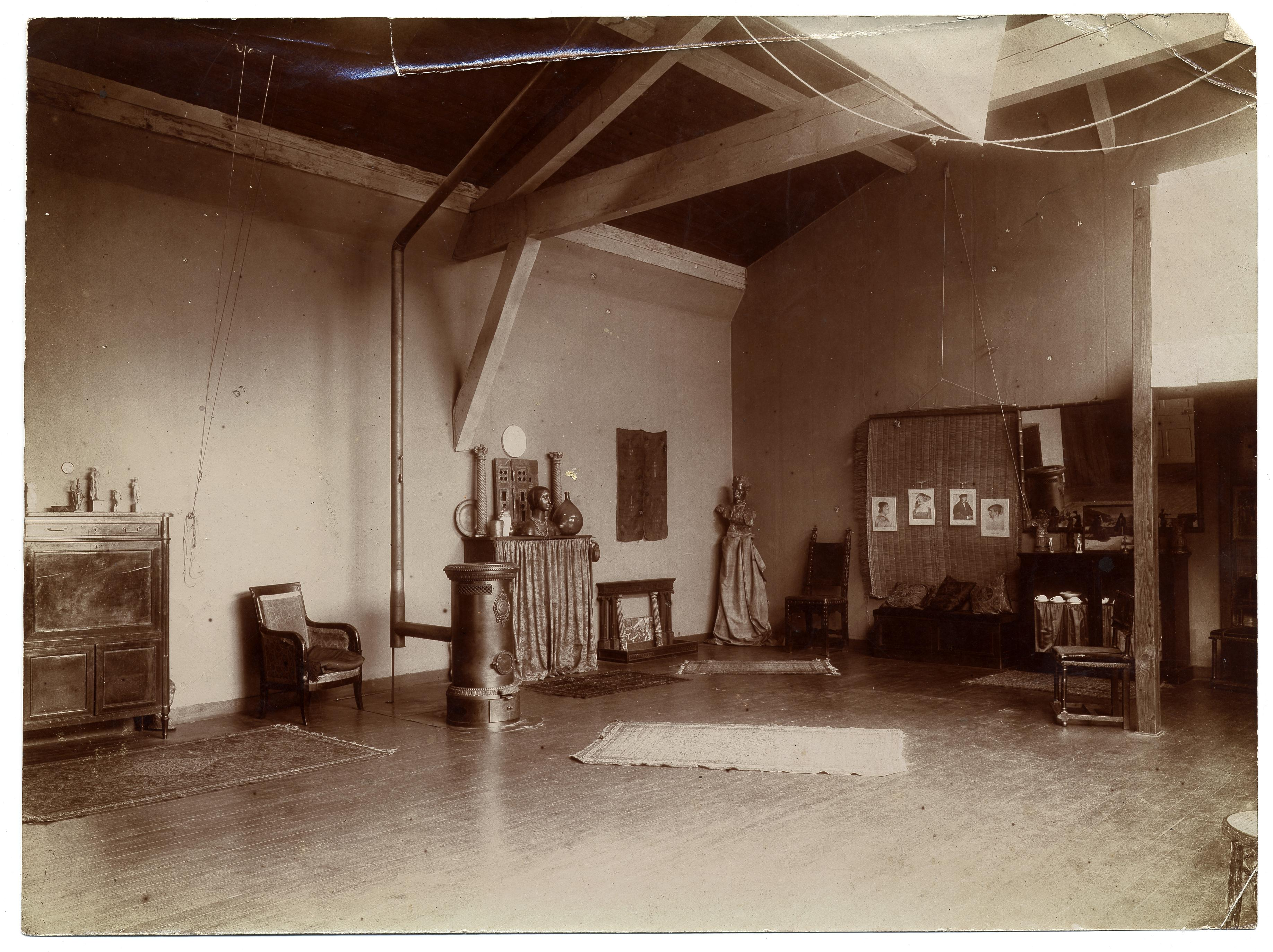
Estúdio de Henry Ossawa Tanner

- Pomp at the Zoo (1880). Private Collection
- Joachim Leaving the Temple (c. 1882–1888). Baltimore Museum of Art
- Sand Dunes at Sunset, Atlantic City (1886). Estate of Sadie T. M. Alexander (On permanent display at the White House)
- The Banjo Lesson (1893). Hampton University Museum, Virginia
- The Thankful Poor (1894). Art Bridges[9]
- The Young Sabot Maker (1895). The Nelson-Atkins Museum of Art, Kansas City, MissouriRetrato de Henry Ossawa Tanner por V. Floyd Campbell

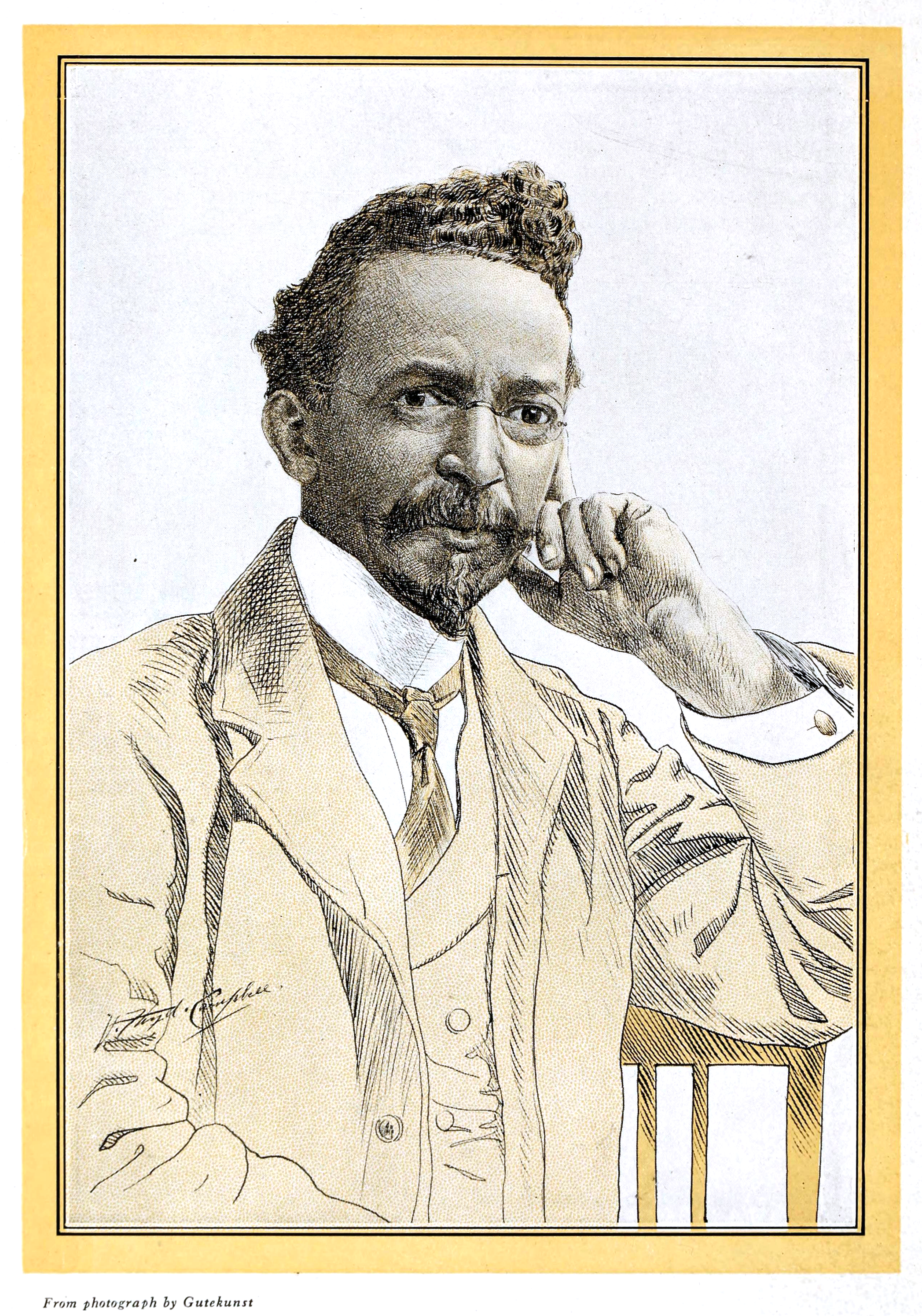
Retrato de Henry Ossawa Tanner por V. Floyd Campbell

- Daniel in the Lions' Den (1895). Los Angeles County Museum of Art
- The Resurrection of Lazarus (1896). Musée d'Orsay, Paris
- Bishop Benjamin Tucker Tanner (1897). Baltimore Museum of Art
- Lions in the Desert (c. 1897–1900). Smithsonian American Art Museum
- The Annunciation (1898). Philadelphia Museum of Art, W.P. Wilstach Collection
- Moonlight Landscape (1898–1900). Muscarelle Museum of Art, Williamsburg, VA.[10]
- Boy and Sheep Lying under a Tree (1881). Private Collection (On display at the Philadelphia Museum of Art)
- The Good Shepherd (1903). Jane Voorhees Zimmerli Art Museum, Rutgers University
- Return of the Holy Women (1904). Cedar Rapids Art Gallery, Iowa
- Two Disciples at the Tomb (1905–06). Art Institute of Chicago
- The Holy Family (1909–10). Muskegon Museum of Art, Michigan, Hackley Picture Fund
- Moroccan Scene (about 1912). Birmingham Museum of Art, Alabama
- Palace of Justice, Tangier (1912–13). Smithsonian American Art Museum[11]
- Scene in Cairo. Mabee-Gerrer Museum of Art, Shawnee, Oklahoma

## Outros Trabalhos

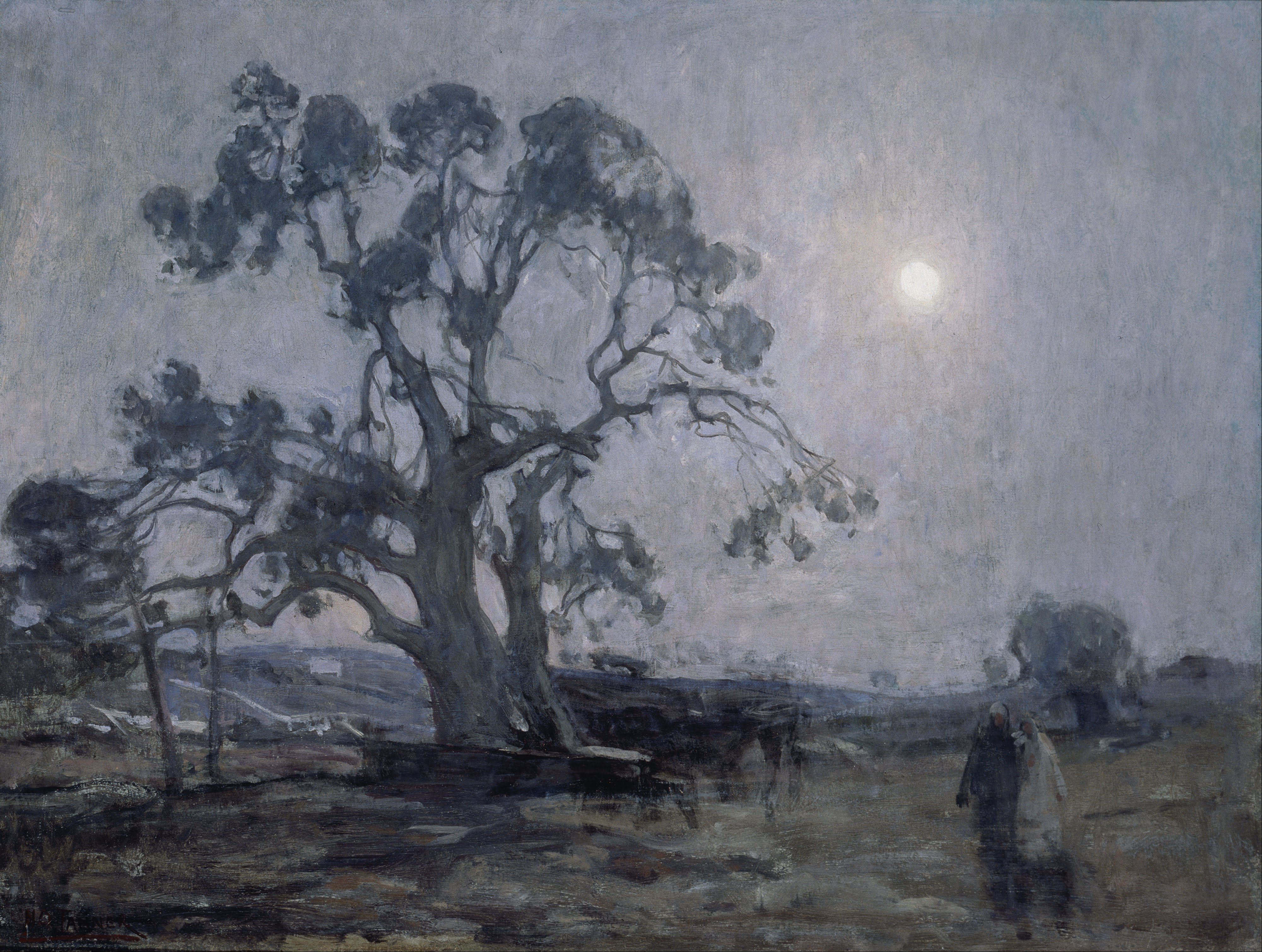
Abraham's Oak, 1905
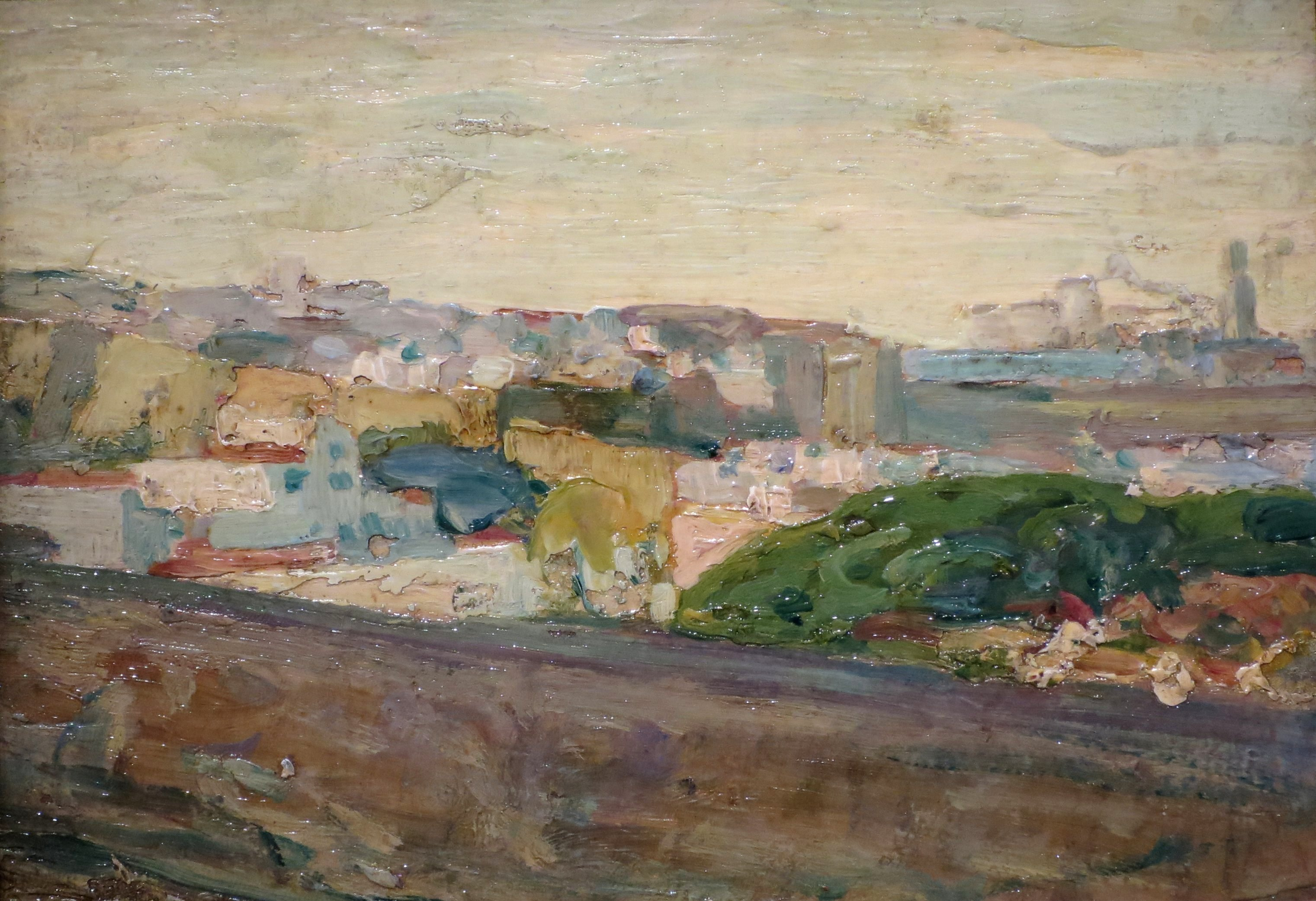
A View of Fez, c. 1912
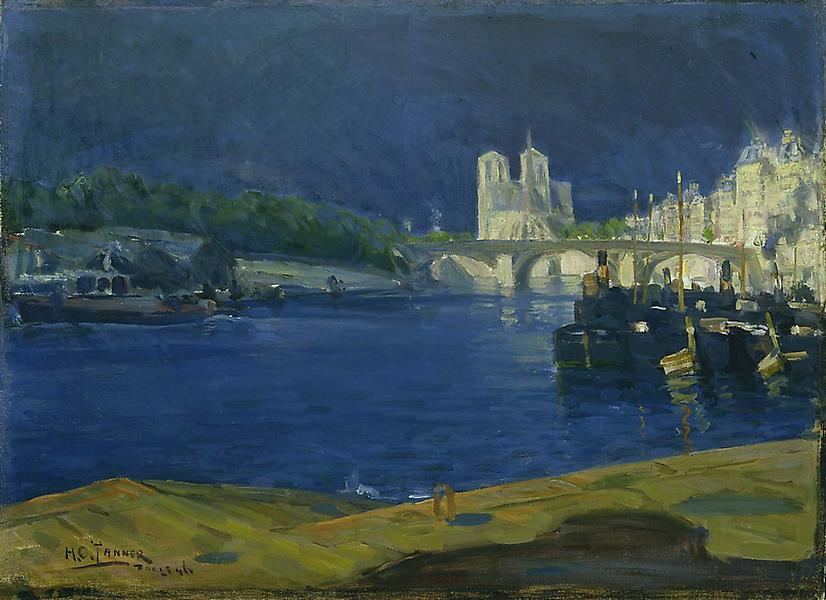
View of the Seine, looking toward Notre Dame, 1896
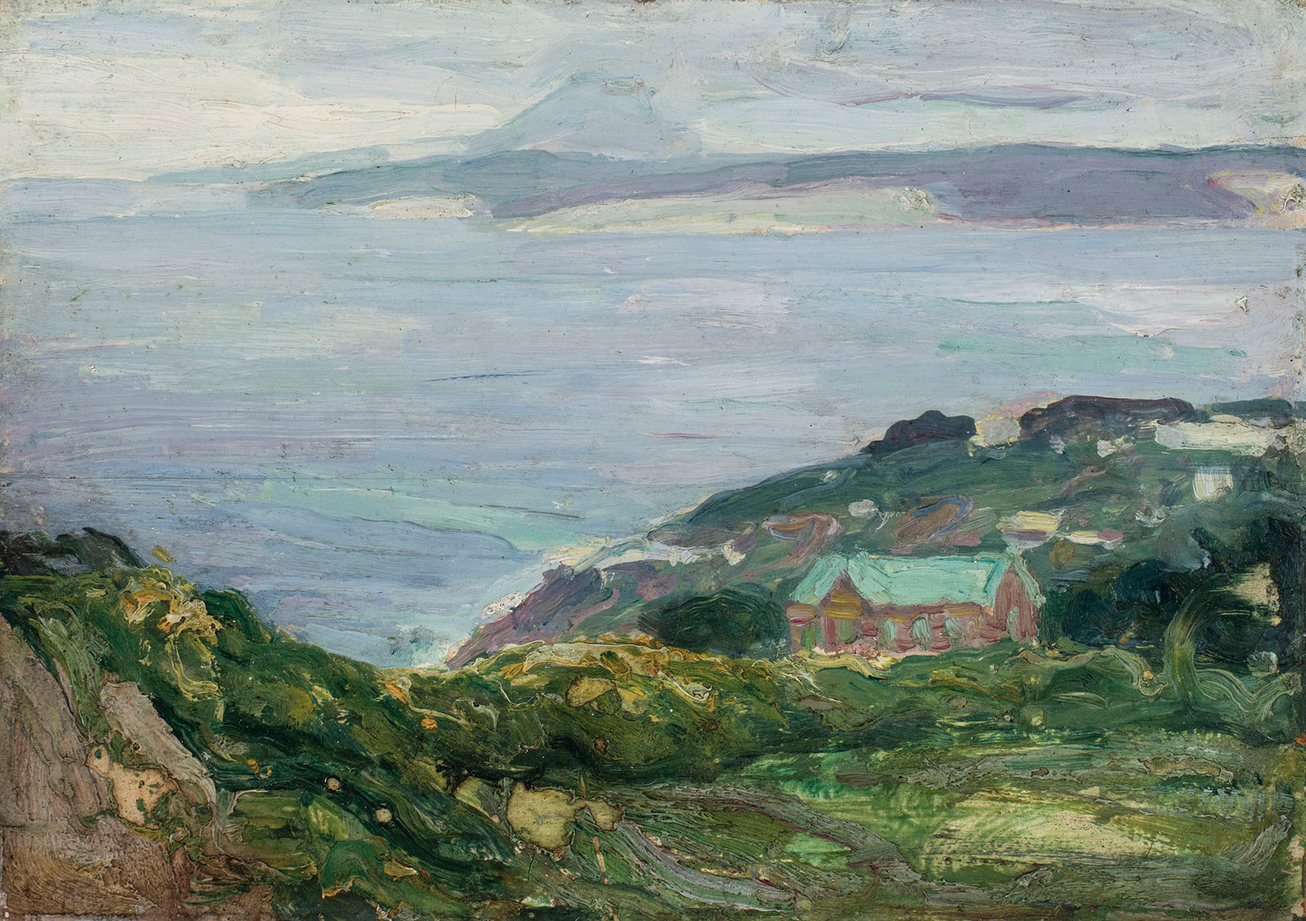
Coastal Landscape, France, 1919
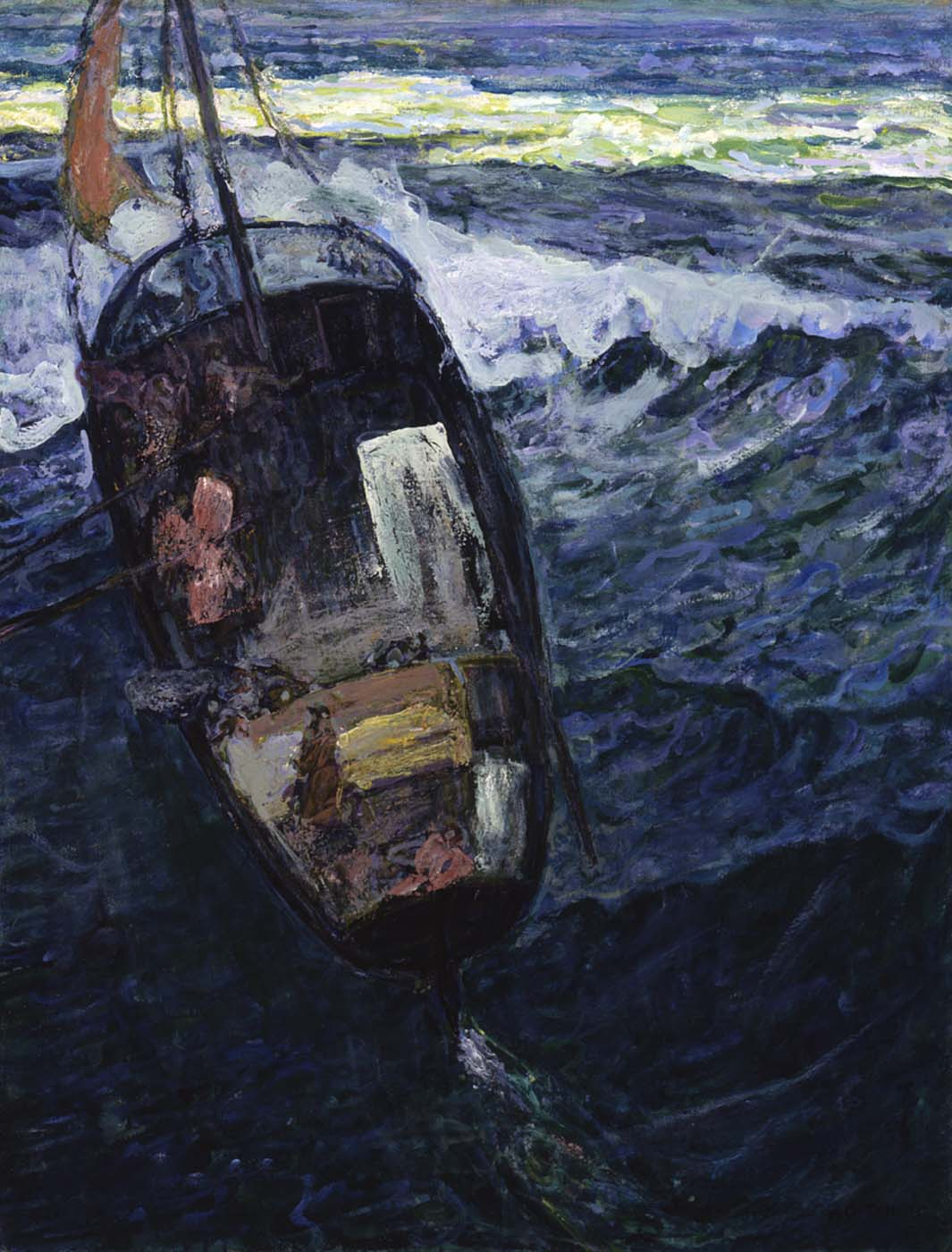
Fishermen at Sea, c. 1913
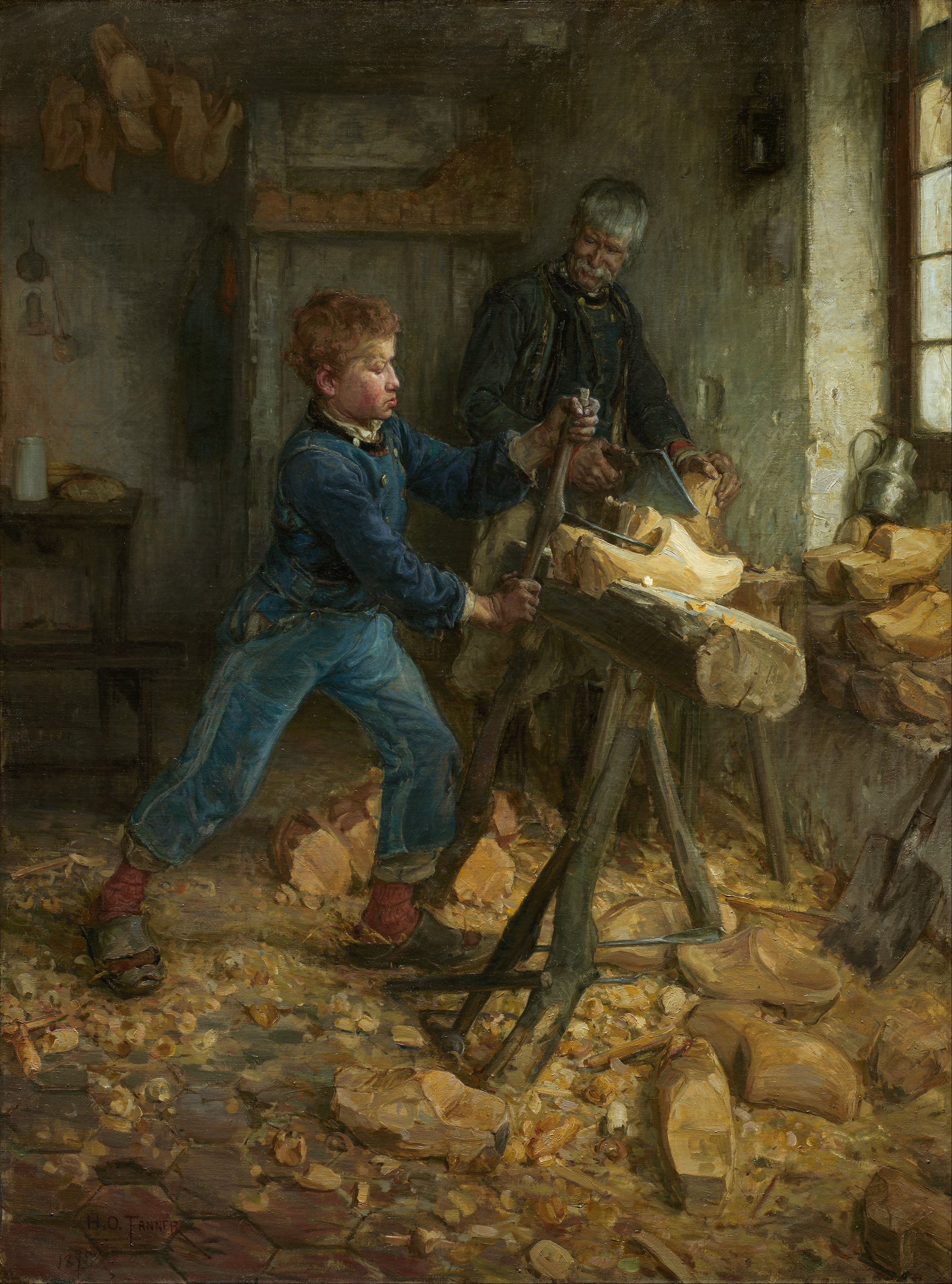
The Young Sabot Maker, 1895
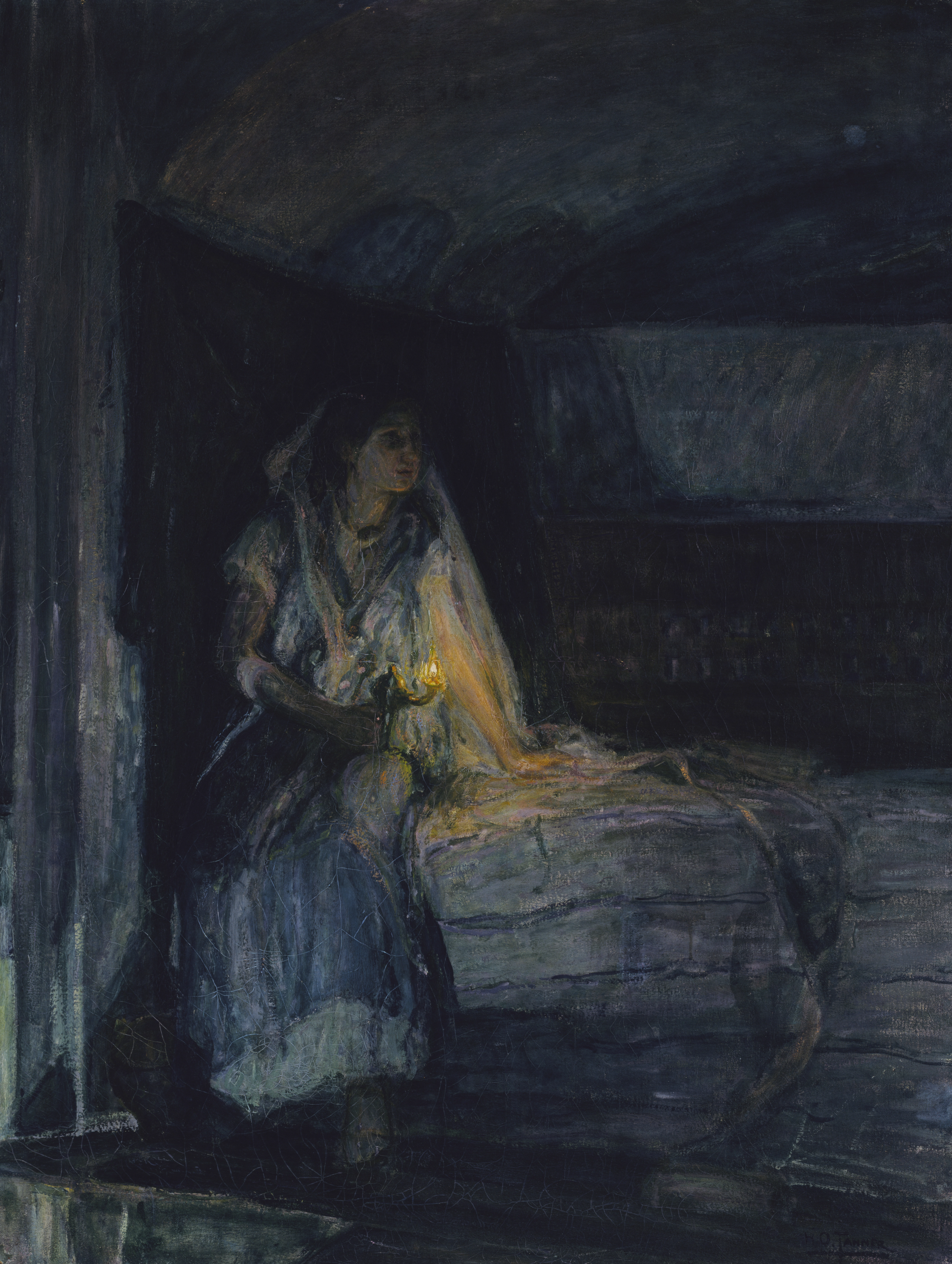
Mary, 1914
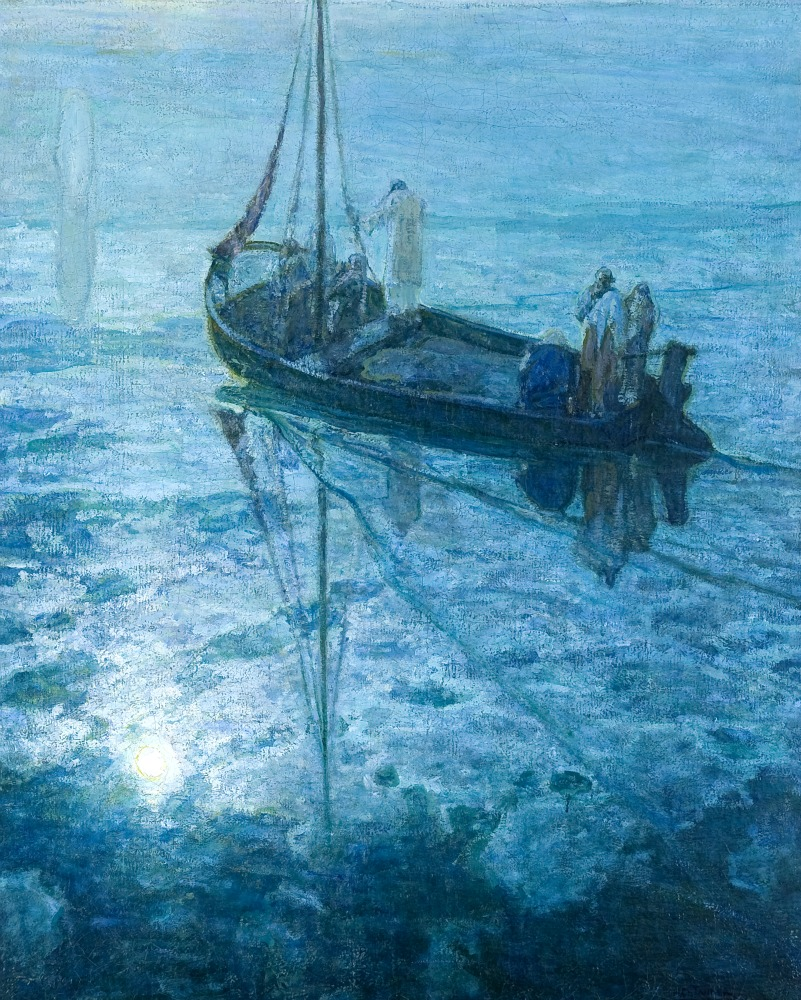
The Disciples See Christ Walking on the Water, c. 1907
Angels Appearing before the Shepherds, c. 1910
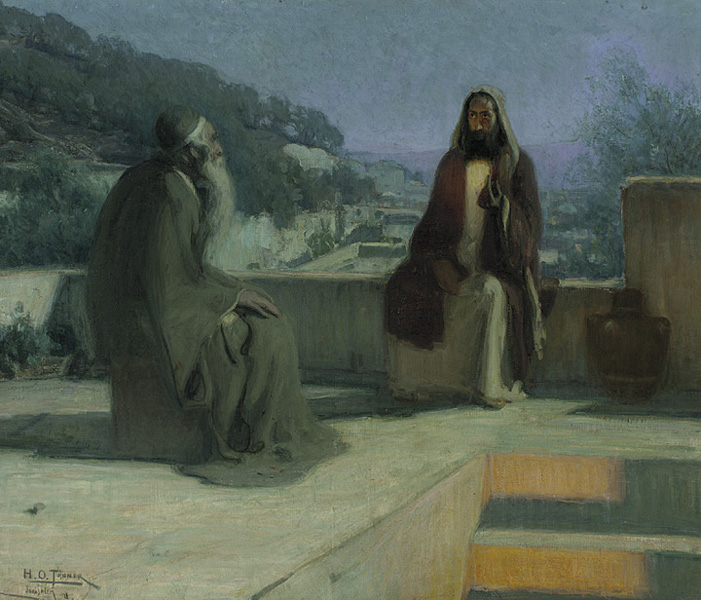
Jesus and Nicodemus, 1899
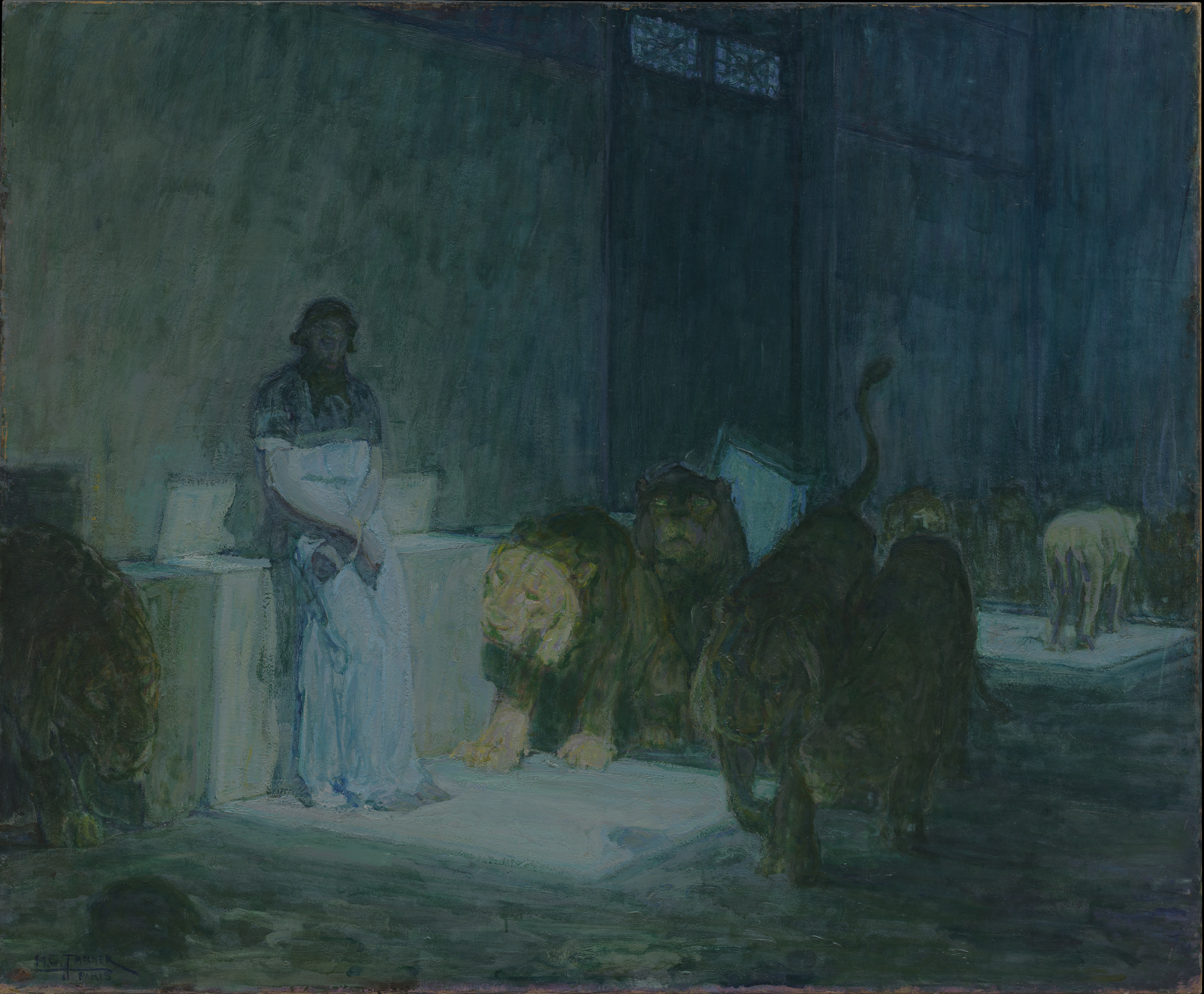
Daniel in the Lions' Den, 1907–1918
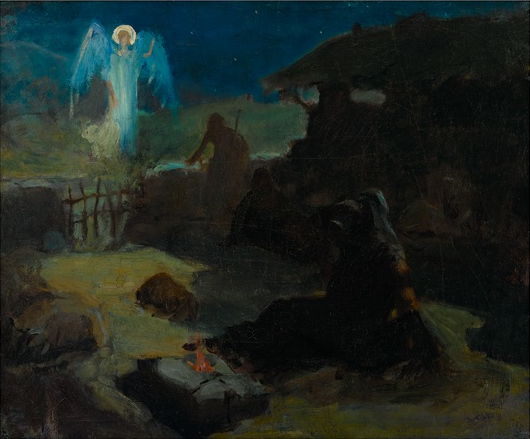
The Annunciation to the Shepherds, c. 1895

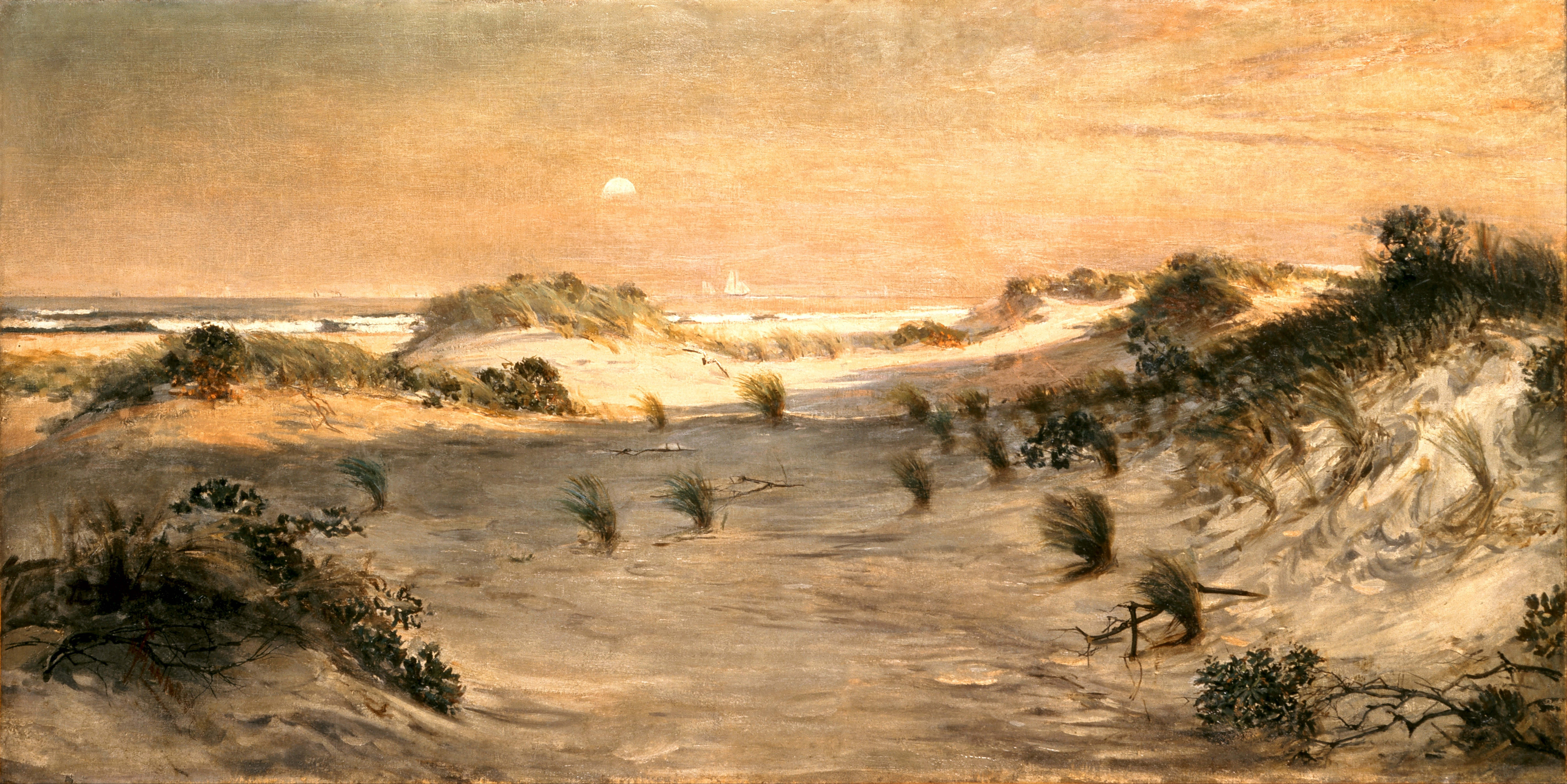
Sand Dunes at Sunset, Atlantic City, c. 1885, the White House.
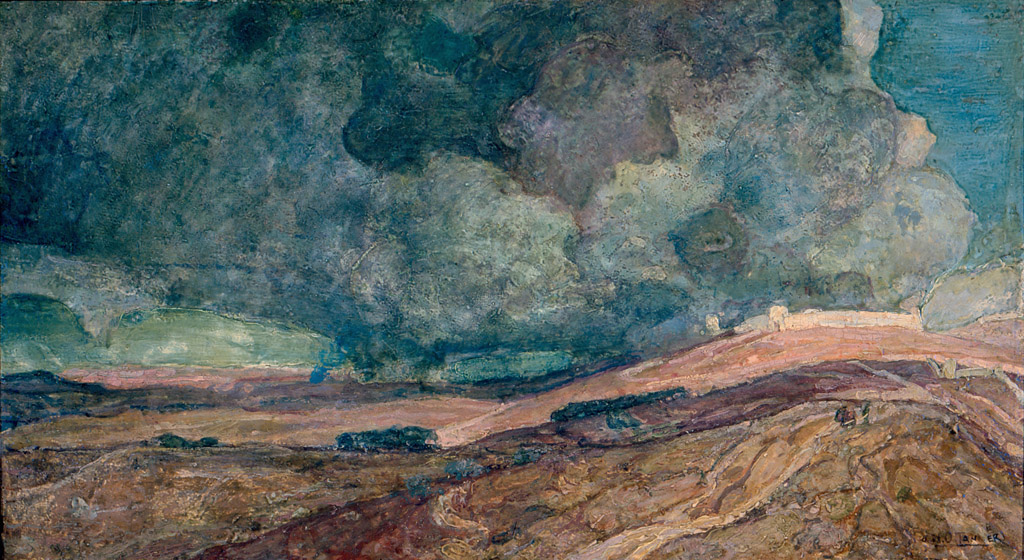
Destruction of Sodom and Gomorrah, 1929–30, High Museum of Art